# Rolf Kauka
Rolf Kauka (Markranstädt, 9 aprile 1917 – Thomasville, 13 settembre 2000) è stato un fumettista, illustratore e pittore tedesco, famoso soprattutto per la serie Fix e Foxi.

## Biografia
Nel 1951, Rolf Kauka fondò la Kauka Publishing. Oltre ai personaggi comici originali di Rolf Kauka, Kauka Publishing ha presentato al pubblico tedesco serie internazionali come Asterix e I Puffi dalla Francia e dal Belgio. Alcuni personaggi hanno ricevuto nomi germanici, ad esempio Spirou e Fantasio, Pit & Pikkolo, Gaston Lagaffe, Jojo, ecc.
Nel 1973, Kauka vendette la sua casa editrice all'editore inglese IPC e al gruppo editoriale olandese VNU. Ha mantenuto il suo diritto di autorità, ma si è rimosso dal mondo dell'editoria attiva. Nel 1975 ha fondato la Kauka Comic Academy a Monaco di Baviera, dove si è concentrato sulla formazione e la formazione continua di giovani scrittori e illustratori. Alla fine degli anni'70 il consorzio editoriale fu sciolto e Bauer/VPM iniziò a pubblicare Fix & Foxi.
Personaggi/serie Kauka al di fuori dell'universo Fuxholzen (Fix & Foxi):
- The Pichelsteiner - serie di avventure preistoriche
- Dagobert - un personaggio iniziale di Rolf Kauka
- Diabolino - un personaggio imp
- Mischa - serie di avventure basate sul futuro e nello spazio.
- Tom e Biberherz - serie di avventure nel vecchio West.
- La Famiglia Della Peppercorn - l'ultima serie creata da Rolf Kauka.

Rolf Kauka ha anche diretto il film d'animazione Maria d'Oro e Bello Blue, che contiene personaggi da lui creati.